# Lamprochernes moreoticus
Lamprochernes moreoticus är en spindeldjursart som först beskrevs av Beier 1929.  Lamprochernes moreoticus ingår i släktet Lamprochernes och familjen blindklokrypare. Inga underarter finns listade i Catalogue of Life.